# Girișu de Criș
Girișu de Criș (ungarisch Körösgyéres) ist eine Gemeinde im Nordwesten Rumäniens. Sie gehört zum Kreis Bihor und liegt etwa 15 Kilometer westlich von Oradea an der Grenze zu Ungarn. Sie hatte im Jahr 2007 5690 Einwohner.
Die Gemeinde Girișu de Criș besteht aus den Ortsteilen Girișu de Criș und Tărian (Köröstarján).

## Geschichte
Am 10. Juli 1290 wurde der ungarische König Ladislaus IV. auf dem nahe gelegenen Schloss Kereczeg (Cheresig) ermordet.